# Le Bosc-Roger-en-Roumois
Le Bosc-Roger-en-Roumois és un municipi francès situat al departament de l'Eure i a la regió de Normandia. L'any 2007 tenia 3.227 habitants.

## Demografia

### Població
El 2007 la població de fet de Le Bosc-Roger-en-Roumois era de 3.227 persones. Hi havia 1.205 famílies, de les quals 186 eren unipersonals (83 homes vivint sols i 103 dones vivint soles), 456 parelles sense fills, 498 parelles amb fills i 65 famílies monoparentals amb fills.
La població ha evolucionat segons el següent gràfic:
Habitants censats

### Habitatges
El 2007 hi havia 1.256 habitatges, 1.220 eren l'habitatge principal de la família, 17 eren segones residències i 19 estaven desocupats. 1.185 eren cases i 64 eren apartaments. Dels 1.220 habitatges principals, 1.036 estaven ocupats pels seus propietaris, 172 estaven llogats i ocupats pels llogaters i 12 estaven cedits a títol gratuït; 4 tenien una cambra, 44 en tenien dues, 131 en tenien tres, 311 en tenien quatre i 730 en tenien cinc o més. 1.019 habitatges disposaven pel capbaix d'una plaça de pàrquing. A 492 habitatges hi havia un automòbil i a 663 n'hi havia dos o més.

### Piràmide de població
La piràmide de població per edats i sexe el 2009 era:
| Homes | Edats   | Dones |
| ----- | ------- | ----- |
| 0     | 95 o +  | 0     |
| 0     | 90 a 94 | 0     |
| 12    | 85 a 89 | 20    |
| 16    | 80 a 84 | 12    |
| 36    | 75 a 79 | 52    |
| 72    | 70 a 74 | 56    |
| 40    | 65 a 69 | 52    |
| 100   | 60 a 64 | 76    |
| 64    | 55 a 59 | 96    |
| 120   | 50 a 54 | 112   |
| 140   | 45 a 49 | 96    |
| 120   | 40 a 44 | 144   |
| 136   | 35 a 39 | 120   |
| 116   | 30 a 34 | 120   |
| 48    | 25 a 29 | 80    |
| 68    | 20 a 24 | 28    |
| 140   | 15 a 19 | 100   |
| 104   | 10 a 14 | 152   |
| 100   | 5 a 9   | 96    |
| 76    | 0 a 4   | 88    |

## Economia
El 2007 la població en edat de treballar era de 2.166 persones, 1.544 eren actives i 622 eren inactives. De les 1.544 persones actives 1.429 estaven ocupades (768 homes i 661 dones) i 115 estaven aturades (42 homes i 73 dones). De les 622 persones inactives 249 estaven jubilades, 208 estaven estudiant i 165 estaven classificades com a «altres inactius».

### Ingressos
El 2009 a Le Bosc-Roger-en-Roumois hi havia 1.232 unitats fiscals que integraven 3.298,5 persones, la mediana anual d'ingressos fiscals per persona era de 21.455 €.

### Activitats econòmiques
Dels 99 establiments que hi havia el 2007, 1 era d'una empresa extractiva, 2 d'empreses alimentàries, 4 d'empreses de fabricació d'altres productes industrials, 19 d'empreses de construcció, 26 d'empreses de comerç i reparació d'automòbils, 10 d'empreses de transport, 4 d'empreses d'hostatgeria i restauració, 2 d'empreses financeres, 2 d'empreses immobiliàries, 12 d'empreses de serveis, 6 d'entitats de l'administració pública i 11 d'empreses classificades com a «altres activitats de serveis».
Dels 40 establiments de servei als particulars que hi havia el 2009, 1 era una oficina de correu, 1 una oficina bancària, 1 funerària, 5 tallers de reparació d'automòbils i de material agrícola, 1 taller d'inspecció tècnica de vehicles, 2 paletes, 4 guixaires pintors, 4 fusteries, 7 lampisteries, 2 electricistes, 5 perruqueries, 1 veterinari, 4 restaurants, 1 agència immobiliària i 1 saló de bellesa.
Dels 10 establiments comercials que hi havia el 2009, 2 eren supermercats, 1 una gran superfície de material de bricolatge, 1 una botiga de menys de 120 m², 1 una fleca, 1 una peixateria, 1 una llibreria, 1 una botiga de roba i 2 floristeries.
L'any 2000 a Le Bosc-Roger-en-Roumois hi havia 28 explotacions agrícoles que ocupaven un total de 824 hectàrees.

## Equipaments sanitaris i escolars
El 2009 hi havia 1 farmàcia i 1 ambulància.
El 2009 hi havia 1 escola maternal i 1 escola elemental.

## Poblacions més properes
El següent diagrama mostra les poblacions més properes.